# Рашън Хил
Рашън Хил  (от английски: Russian Hill – „Руски хълм“) е квартал в град-окръг Сан Франциско, щата Калифорния, САЩ.
Името на хълма датира още от времето на Калифорнийската златна треска, когато заселници са намерили малко руско гробище на хълма. Въпреки че телата никога не са били идентифицирани се предполага, че са били на руски търговци на кожи от близкия Форт Рос, който се намира в окръг Сонома.
Най-известната улица в квартала е Ломбард, която има осем остри завоя и често е наричана „най-кривата улица в света“. Това е и една от най-посещаваните забележителности в града.